# Nick Brown (Politiker)

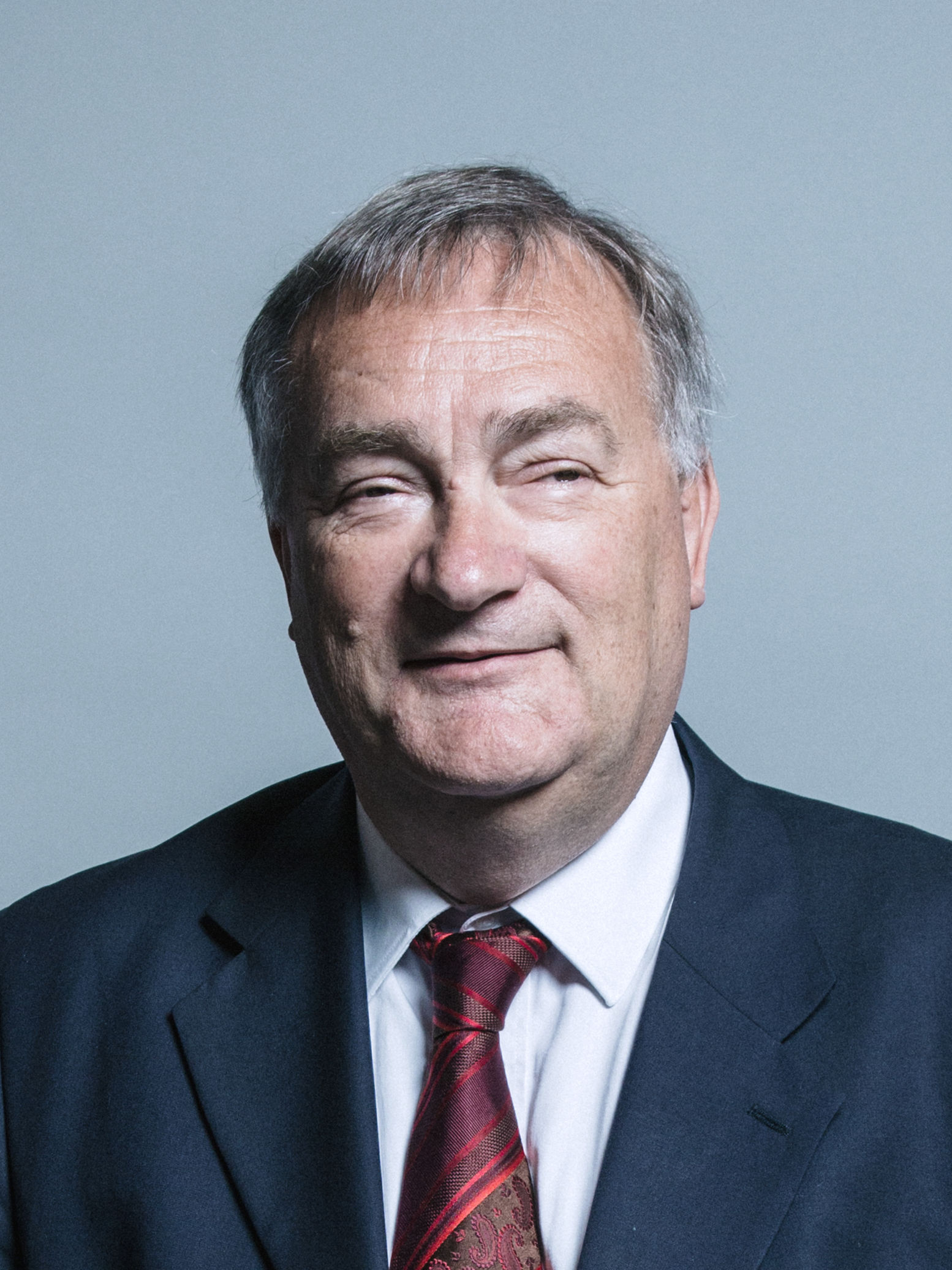
Nick Brown (2017)

Nicholas Hugh „Nick“ Brown (* 13. Juni 1950 in Hawkhurst, Kent) ist ein unabhängiger britischer Politiker.

## Leben
Brown wurde 1950 in Hawkhurst, Kent, geboren. Nach seiner Schulzeit studierte er an der University of Manchester. Nach seinem Studium war er in der Werbungsabteilung des US-amerikanischen Unternehmens Procter & Gamble tätig. 1978 wechselte er beruflich zur Gewerkschaft GMB.
Als der britische Politiker Mike Thomas, der für den Wahlbezirk Newcastle upon Tyne East im Unterhaus als Abgeordneter saß, 1978 zur SDP wechselte, wurde Brown als neuer Vertreter der Labour Party für den Sitz des Wahlbezirks Newcastle upon Tyne East gewählt. Bei den Unterhauswahlen 1983 verteidigte er sein Abgeordnetenmandat. In den folgenden Parlamentswahlen wurde er jeweils wiedergewählt.
Vom 27. Juli 1998 bis 11. Juni 2001 war Brown der britische Landwirtschafts-, Ernährungs- und Fischereiminister und danach von Juni 2001 bis Juli 2003 Arbeitsminister. In seinem Ministeramt als Landwirtschaftsminister folgte er Jack Cunningham 1998 und wurde 2001 von der britischen Politikerin Margaret Beckett abgelöst. Ab 2008 war Brown britischer Staatssekretär im Finanzministerium.
Im September 2022 wurde Brown’s Mitgliedschaft in der Labour Party suspendiert, nach Vorwürfen bezüglich eines Ereignisses das 25 Jahre zurücklag. Weitere Details wurden nicht veröffentlicht. Am 12. Dezember 2023 trat er aus der Labour Party aus Protest gegen die Disziplinarmaßnahmen aus und kündigte außerdem an, von der nächsten Wahl abzusehen.
Brown lebt offen homosexuell.